# Venice Challenger 1993
Il Venice Challenger 1993 è stato un torneo di tennis facente parte della categoria ATP Challenger Series nell'ambito dell'ATP Challenger Series 1993. Il torneo si è giocato a Venezia in Italia dal 6 al 12 settembre 1993 su campi in terra rossa.

## Vincitori

### Singolare
Tomás Carbonell ha battuto in finale  Gilbert Schaller con il punteggio di 6–4, 0–6, 6–1

### Doppio
Horacio de la Peña /  Juan Gisbert Schultze hanno battuto in finale  Oliver Fernández /  Gilbert Schaller con il punteggio di 6–1, 6–3